# Норт, Джордж Огастес, 3-й граф Гилфорд
Джордж Огастес Норт, 3-й граф Гилфорд (англ. George North, 3rd Earl of Guilford; 11 сентября 1757 — 20 апреля 1802) — британский политик. Он был известен как Достопочтенный Джордж Норт с 1757 по 1790 год и лорд Норт с 1790 по 1792 год.

## Происхождение и образование

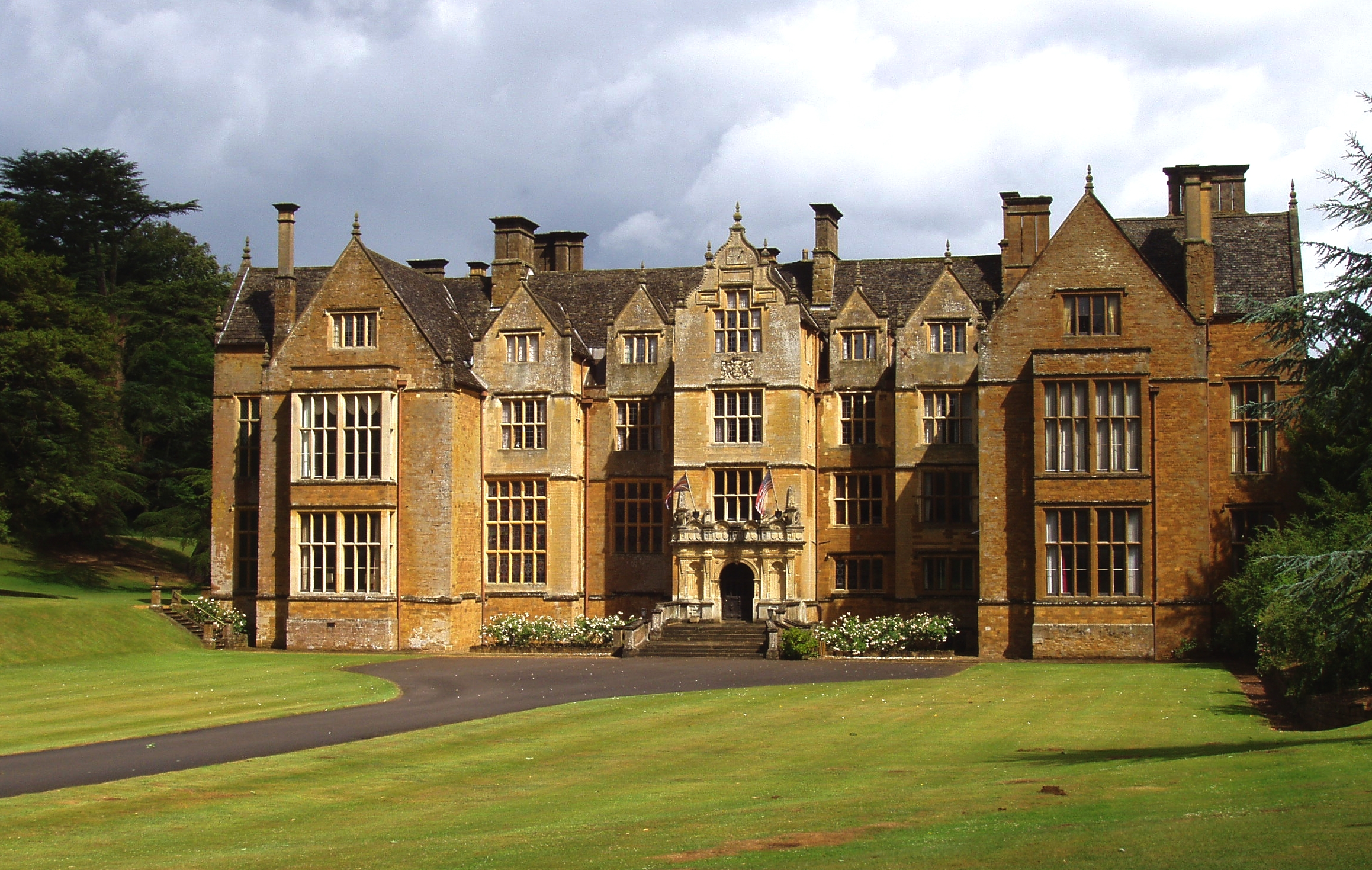
Рокстон-Эбби.

Родился 11 сентября 1757 года. Старший сын Фредерика Норта, 2-го графа Гилфорда (1732—1792), который занимал пост премьер-министра Великобритании с 1770 по 1782 год, и его жены Энн Спик (1740—1797), дочери члена парламента Джорджа Спика и Энн Пир Уильямс.
Джордж Норт получил образование в Итонском колледже и в Тринити-колледже в Оксфорде, куда он поступил в 1774 году и получил степень магистра гуманитарных наук в 1777 году.

## Карьера
Джордж Норт заседал в Палате общин Великобритании от Харвича (1778—1784), Вуттон-Бассетта (1784—1790), Питерсфилда (1790) и Банбери (1790—1792).
В августе 1792 года после смерти своего отца Джордж Норт унаследовал 3-го графа Гилфорда, 5-го графа Гилфорда (графство Суррей) и 9-го барона Норта, став членом Палаты лордов.
Он был сторонником политики своего отца во время американской войны за независимость, которая подверглась нападкам со всех сторон. В 1786 году ему был присвоен почетный пост капитана замка Дил, который он занимал до своей смерти. Он был избран членом Королевского общества в 1782 году.

## Личная жизнь
24 сентября 1785 года лорд Гилфорд женился первым браком на леди Мэри Фрэнсис Мэри Хобарт (ок. 1762 — 23 апреля 1794), дочери Джорджа Хобарта, 3-го графа Бакингемшира. У супругов была одна дочь:
- Леди Мэри Норт (26 декабря 1793 — 11 сентября 1841), в 1818 году вышедшая замуж за Джона Крайтона-Стюарта, 2-го маркиза Бьюта[4].

28 февраля 1796 года он женился вторым браком на Сьюзен Куттс (? — 24 сентября 1837), дочери Томаса Куттса, основателя банковского дома Coutts & Co., и Сьюзен Старки. У супругов было две дочери:
- Леди Сьюзен Норт (6 февраля 1797 — 5 марта 1884), 10-я баронесса Норт с 1841 года[4].
- Леди Джорджиана Норт (6 ноября 1798 — 25 августа 1835), умершая незамужней[4].

Именно во время ухаживания за своей второй женой лорд Гилфорд получил травму позвоночника в результате падения с лошади и умер от затяжной болезни, которая произошла в апреле 1802 года в возрасте 44 лет. Он был похоронен в Рокстоне в Оксфордшире. После его смерти его младший титул барона Норта был временно приостановлен между его дочерьми, в то время как ему наследовал графство его младший брат Фрэнсис Норт, 3-й граф Гилфорд.
Зять Гилфорда, маркиз Бьют, подал петицию в Палату лордов с просьбой разрешить раздел имущества покойного графа между его вдовой и дочерьми. Наконец, это было принято королем Вильгельмом IV в октябре 1831 года.